# خالد شراحیلی
خالد شراحیلی (انگلیسی: Khalid Sharahili؛ زادهٔ ۳ فوریهٔ ۱۹۸۷) یک بازیکن فوتبال اهل عربستان سعودی است.
از باشگاه‌هایی که در آن بازی کرده‌است می‌توان به الهلال عربستان، الرائد عربستان اشاره کرد.

## تیم ملی
وی همچنین در تیم ملی فوتبال عربستان سعودی بازی کرده است.